# شهرستان ووتکینسکی
شهرستان ووتکینسکی (به لاتین: Votkinsky District) یک شهرستان در روسیه است که در اودمورتیا واقع شده‌است.